# Arctosa figurata
Arctosa figurata este o specie de păianjeni din genul Arctosa, familia Lycosidae. A fost descrisă pentru prima dată de Simon, 1876. Conform Catalogue of Life specia Arctosa figurata nu are subspecii cunoscute.